# Philautus nianeae
Philautus nianeae é uma espécie de anfíbio anuro da família Rhacophoridae. Está presente no Laos. A UICN classificou-a como em perigo de extinção.